# Bob-Nordamerikacup 2015/16
Der Bob-Nordamerikacup 2015/16 war eine von der International Bobsleigh & Skeleton Federation (IBSF) veranstaltete Rennserie, die mit dem Europacup 2015/16 zum Unterbau des Weltcups 2015/16 gehört. Er begann am 9. November 2015 in Calgary und endete am 18. März 2016 in Lake Placid. Die Ergebnisse der jeweils acht Saisonläufe an drei (Viererbob) bzw. vier (Zweierbob) verschiedenen Wettkampforten flossen in das IBSF Bob-Ranking 2015/16 ein.

## Frauen

### Veranstaltungen
| Datum             | Ort         | Erste                             | Zweite                             | Dritte                             |
| ----------------- | ----------- | --------------------------------- | ---------------------------------- | ---------------------------------- |
| 9. November 2015  | Calgary     | Christine de Bruin Cynthia Appiah | Alysia Rissling Geneviève Thibault | Nicole Vogt Kristen Hurley         |
| 10. November 2015 | Calgary     | Christine de Bruin Cynthia Appiah | Brittany Reinbolt Seun Adigun      | Alysia Rissling Geneviève Thibault |
| 26. November 2015 | Whistler    | Christine de Bruin Cynthia Appiah | Alysia Rissling Kasha Lee          | Lee Seon-hye Shin Mi-ran           |
| 27. November 2015 | Whistler    | Brittany Reinbolt Bonnie Kilis    | Julia Corrente Janine McCue        | Lee Seon-hye Shin Mi-ran           |
| 26. Februar 2016  | Park City   | Nicole Vogt Seun Adigun           | Alysia Rissling Kasha Lee          | Katie Eberling Kristen Hurley      |
| 27. Februar 2016  | Park City   | Katie Eberling Kristen Hurley     | Alysia Rissling Kasha Lee          | Nicole Vogt Seun Adigun            |
| 13. März 2016     | Lake Placid | Alysia Rissling Kasha Lee         | Kim Yoo-ran Kim Min-seong          | Kristi Koplin Bonnie Kilis         |
| 14. März 2016     | Lake Placid | Katie Eberling Terra Evans        | Alysia Rissling Kasha Lee          | Kristi Koplin Maureen Ajoku        |

### Gesamtwertung
Endstand nach 8 Rennen (Top 10)
| Platz | Pilotin            | Land               | CAL1 | CAL2 | WHI1 | WHI2 | PAR1 | PAR2 | LAK1 | LAK2 | Punkte |
| ----- | ------------------ | ------------------ | ---- | ---- | ---- | ---- | ---- | ---- | ---- | ---- | ------ |
| 01    | Nicole Vogt        | Vereinigte Staaten | 3    | 6    | 5    | 6    | 1    | 3    | 4    | 6    | 776    |
| 02    | Alysia Rissling    | Kanada             | 2    | 3    | 2    | DNS  | 2    | 2    | 1    | 2    | 772    |
| 03    | Kim Yoo-ran        | Südkorea           | 8    | 7    | 8    | 7    | 5    | 5    | 2    | 4    | 718    |
| 04    | Lee Seon-hye       | Südkorea           | 11   | 9    | 3    | 3    | 7    | 7    | 7    | 5    | 692    |
| 05    | Heather Paes       | Brasilien          | 9    | 10   | 6    | 5    | 6    | 6    | 8    | 9    | 660    |
| 06    | Julia Corrente     | Kanada             | 4    | 4    | DNS  | 2    | 4    | 8    | 5    | DSQ  | 570    |
| 07    | Katie Eberling     | Vereinigte Staaten | 5    | 11   | –    | –    | 3    | 1    | DNF  | 1    | 502    |
| 08    | Christine de Bruin | Kanada             | 1    | 1    | 1    | 4    | –    | –    | –    | –    | 456    |
| 09    | Brittany Reinbolt  | Vereinigte Staaten | 6    | 2    | 4    | 1    | –    | –    | –    | –    | 414    |
| 10    | Kristi Koplin      | Vereinigte Staaten | –    | 5    | –    | –    | DSQ  | 4    | 3    | 3    | 392    |

## Männer

### Veranstaltungen
| Datum             | Ort         | Disziplin | Erste | Zweite                                                                     | Dritte                                                                               |
| ----------------- | ----------- | --------- | --- | -------------------------------------------------------------------------- | ------------------------------------------------------------------------------------ |
| 9. November 2015  | Calgary     | 2er       | Codie Bascue Evan Weinstock | Justin Kripps Alexander Kopacz                                             | Nick Poloniato Cam Stones                                                            |
| 10. November 2015 | Calgary     | 2er       | Chris Spring Derek Plug | Nick Poloniato Cam Stones                                                  | Codie Bascue Nathan Gilsleider                                                       |
| 13. November 2015 | Calgary     | 4er       | KanadaJustin Kripps Alexander Kopacz Joshua Kirkpatrick Benjamin Coakwell                                                             | KanadaChris Spring Timothy Randall Cam Stones Derek Plug                   | KanadaKaillie Humphries Luke Demetre Daniel Sunderland Lascelles Brown               |
| 14. November 2015 | Calgary     | 4er       | Vereinigte StaatenCodie Bascue David Cremin Nathan Gilsleider Evan Weinstock                                                          | FrankreichLoïc Costerg Romain Heinrich Yannis Pujar Jordan Bytebier        | KanadaChris Spring Timothy Randall Cam Stones Derek Plug                             |
| 14. November 2015 | Calgary     | 4er       | FrankreichLoïc Costerg Romain Heinrich Yannis Pujar Jordan Bytebier MonacoRudy Rinaldi Boris Vain Thibault Demarthon Albéric Delattre | –                                                                          | KanadaKaillie Humphries Luke Demetre Daniel Sunderland Lascelles Brown               |
| 26. November 2015 | Whistler    | 2er       | Nick Poloniato Cam Stones | Ivo de Bruin Dennis Veenker                                                | Heath Spence Lachlan Reidy                                                           |
| 27. November 2015 | Whistler    | 2er       | Nick Poloniato Joey Nemet | Ivo de Bruin Igor Brink                                                    | Dakarai Kongela Hakeem Abdul-Saboor                                                  |
| 26. Februar 2016  | Park City   | 2er       | Codie Bascue Nathan Gilsleider | Nick Poloniato Daniel Sunderland                                           | Suk Young-jin Jang Ki-kun                                                            |
| 27. Februar 2016  | Park City   | 2er       | Codie Bascue Adrian Adams | Nick Poloniato Dan Dale                                                    | Suk Young-jin Jang Ki-kun                                                            |
| 28. Februar 2016  | Park City   | 4er       | Vereinigte StaatenJustin Olsen Brent Fogt Luis Moreira Evan Weinstock                                                                 | Vereinigte StaatenCodie Bascue David Cremin Nathan Gilsleider Adrian Adams | KanadaNick Poloniato Daniel Sunderland Dan Dale Chris Patrician                      |
| 29. Februar 2016  | Park City   | 4er       | Vereinigte StaatenCodie Bascue David Cremin Nathan Gilsleider Adrian Adams                                                            | Vereinigte StaatenJustin Olsen Brent Fogt Luis Moreira Evan Weinstock      | Vereinigte StaatenDakarai Kongela Hakeem Abdul-Saboor Austin Landis Dustin Greenwood |
| 13. März 2016     | Lake Placid | 2er       | Codie Bascue Adrian Adams | Nick Cunningham Samuel Michener                                            | Justin Olsen Brent Fogt                                                              |
| 14. März 2016     | Lake Placid | 2er       | Codie Bascue David Cremin | Justin Olsen Luis Moreira                                                  | Nick Poloniato Daniel Sunderland                                                     |
| 17. März 2016     | Lake Placid | 4er       | Vereinigte StaatenNick Cunningham Casey Wickline James Reed Samuel Michener                                                           | Vereinigte StaatenCodie Bascue David Cremin Nathan Gilsleider Adrian Adams | KanadaNick Poloniato Dan Dale Daniel Sunderland Chris Patrician                      |
| 17. März 2016     | Lake Placid | 4er       | Vereinigte StaatenNick Cunningham Casey Wickline James Reed Samuel Michener                                                           | Vereinigte StaatenCodie Bascue David Cremin Nathan Gilsleider Adrian Adams | KanadaNick Poloniato Dan Dale Daniel Sunderland Chris Patrician                      |
| 18. März 2016     | Lake Placid | 4er       | Vereinigte StaatenNick Cunningham Casey Wickline James Reed Samuel Michener                                                           | Vereinigte StaatenCodie Bascue David Cremin Nathan Gilsleider Adrian Adams | Vereinigte StaatenHunter Church Kris Enslen Christopher Kinney David Simon           |

### Gesamtwertung Zweierbob
Endstand nach 8 Rennen (Top 10)
| Platz | Pilot           | Land               | CAL1 | CAL2 | WHI1 | WHI2 | PAR1 | PAR2 | LAK1 | LAK2 | Punkte |
| ----- | --------------- | ------------------ | ---- | ---- | ---- | ---- | ---- | ---- | ---- | ---- | ------ |
| 01    | Nick Poloniato  | Kanada             | 3    | 2    | 1    | 1    | 2    | 2    | 4    | 3    | 870    |
| 02    | Suk Young-jin   | Südkorea           | 7    | 8    | 4    | 5    | 3    | 3    | 5    | 4    | 744    |
| 03    | Justin Olsen    | Vereinigte Staaten | 8    | 7    | 8    | 6    | 4    | 4    | 3    | 2    | 736    |
| 04    | Dakarai Kongela | Vereinigte Staaten | 9    | 6    | 5    | 3    | 6    | 6    | 7    | 5    | 710    |
| 05    | Codie Bascue    | Vereinigte Staaten | 1    | 3    | DNS  | DNS  | 1    | 1    | 1    | 1    | 702    |
| 06    | Taylor Austin   | Kanada             | 17   | 13   | 6    | 4    | 5    | 5    | 12   | 11   | 604    |
| 07    | Lucas Mata      | Australien         | 14   | 9    | 10   | 9    | 7    | 7    | 9    | 10   | 596    |
| 08    | Cristiano Paes  | Brasilien          | 13   | 14   | 9    | 10   | 9    | 8    | 11   | 8    | 568    |
| 09    | Heath Spence    | Australien         | 12   | 11   | 3    | 8    | –    | –    | 8    | 9    | 470    |
| 10    | Ivo de Bruin    | Niederlande        | 4    | 5    | 2    | 2    | –    | –    | –    | –    | 408    |

### Gesamtwertung Viererbob
Endstand nach 8 Rennen (Top 10)
| Platz | Pilot             | Land               | CAL1 | CAL2 | CAL3 | PAR1 | PAR2 | LAK1 | LAK2 | LAK3 | Punkte |
| ----- | ----------------- | ------------------ | ---- | ---- | ---- | ---- | ---- | ---- | ---- | ---- | ------ |
| 01    | Codie Bascue      | Vereinigte Staaten | 4    | 1    | 5    | 2    | 1    | 2    | 2    | 2    | 652    |
| 02    | Nick Poloniato    | Kanada             | 10   | 6    | 7    | 3    | 4    | 3    | 3    | DNF  | 498    |
| 03    | Suk Young-jin     | Südkorea           | 7    | 10   | 10   | 7    | 6    | 6    | 6    | 4    | 436    |
| 04    | Hunter Church     | Vereinigte Staaten | 11   | 9    | 9    | 5    | –    | 5    | 5    | 3    | 366    |
| 05    | Geoffrey Gadbois  | Vereinigte Staaten | 9    | 8    | 8    | –    | 5    | –    | –    | –    | 328    |
| 06    | Loïc Costerg      | Frankreich         | 5    | 2    | 1    | –    | –    | –    | –    | –    | 322    |
| 07    | Rudy Rinaldi      | Monaco             | 6    | 4    | 1    | –    | –    | –    | –    | –    | 304    |
| 08    | Chris Spring      | Kanada             | 2    | 3    | 6    | –    | –    | –    | –    | –    | 300    |
| 09    | Lucas Mata        | Australien         | 12   | 12   | DNS  | 6    | 7    | –    | –    | –    | 300    |
| 10    | Kaillie Humphries | Kanada             | 3    | 5    | 3    | –    | –    | –    | –    | –    | 296    |

Das internationale Regelwerk sieht vor, dass an einem Rennen mindestens sechs Teams aus zwei Nationen teilnehmen müssen, damit es gewertet wird. Bei sechs oder sieben Teilnehmern werden außerdem nur reduzierte Punktzahlen vergeben. Bei den abschließenden Viererbobrennen in Lake Placid waren jeweils nur sieben Teams am Start, weswegen reduzierte Punkte vergeben wurden.

### Gesamtwertung Kombination
Endstand nach 8 Rennen (Top 10)
| Platz | Pilot           | Land               | Punkte |
| ----- | --------------- | ------------------ | ------ |
| 1     | Nick Poloniato  | Kanada             | 1368   |
| 2     | Codie Bascue    | Vereinigte Staaten | 1354   |
| 3     | Suk Young-jin   | Südkorea           | 1180   |
| 4     | Justin Olsen    | Vereinigte Staaten | 1006   |
| 5     | Dakarai Kongela | Vereinigte Staaten | 908    |
| 6     | Taylor Austin   | Kanada             | 900    |
| 7     | Lucas Mata      | Australien         | 896    |
| 8     | Ivo de Bruin    | Niederlande        | 668    |
| 9     | Hunter Church   | Vereinigte Staaten | 566    |
| 10    | Heath Spence    | Australien         | 493    |

## Einzelnachweis
1. ↑  Internationales Bob-Reglement 2015. (PDF) IBSF, archiviert vom Original (nicht mehr online verfügbar) am 24. Mai 2016; abgerufen am 25. Mai 2016 (PDF-Datei; Seite 23, 32).  Info: Der Archivlink wurde automatisch eingesetzt und noch nicht geprüft. Bitte prüfe Original- und Archivlink gemäß Anleitung und entferne dann diesen Hinweis.